# NGC 6978
NGC 6978 ist eine Spiralgalaxie vom Hubble-Typ Sb im Sternbild Aquarius auf dem Himmelsäquator. Sie ist schätzungsweise 276 Millionen Lichtjahre von der Milchstraße entfernt.
Das Objekt wurde am 20. Juli 1863 von Albert Marth entdeckt.